# Tuomiokirkonkatu (Tampere)
Tuomiokirkonkatu (français : rue de la cathédrale), est une rue du centre-ville de Tampere en Finlande.

## Situation
Orientée nord-sud la rue Tuomiokirkonkatu traverse les quartiers de Jussinkylä et de Kyttälä.
Longue d'environ un kilomètre elle commence à Lapintie au nord, et à Vuolteenkatu au sud,,.

## Bâtiments
Le long de Tuomiokirkonkatu se trouvent la Cathédrale de Tampere (1906), l'église orthodoxe (1898), le lycée classique (1907) et le mur de pierre de Tuominen (1910),,,.

## Galerie

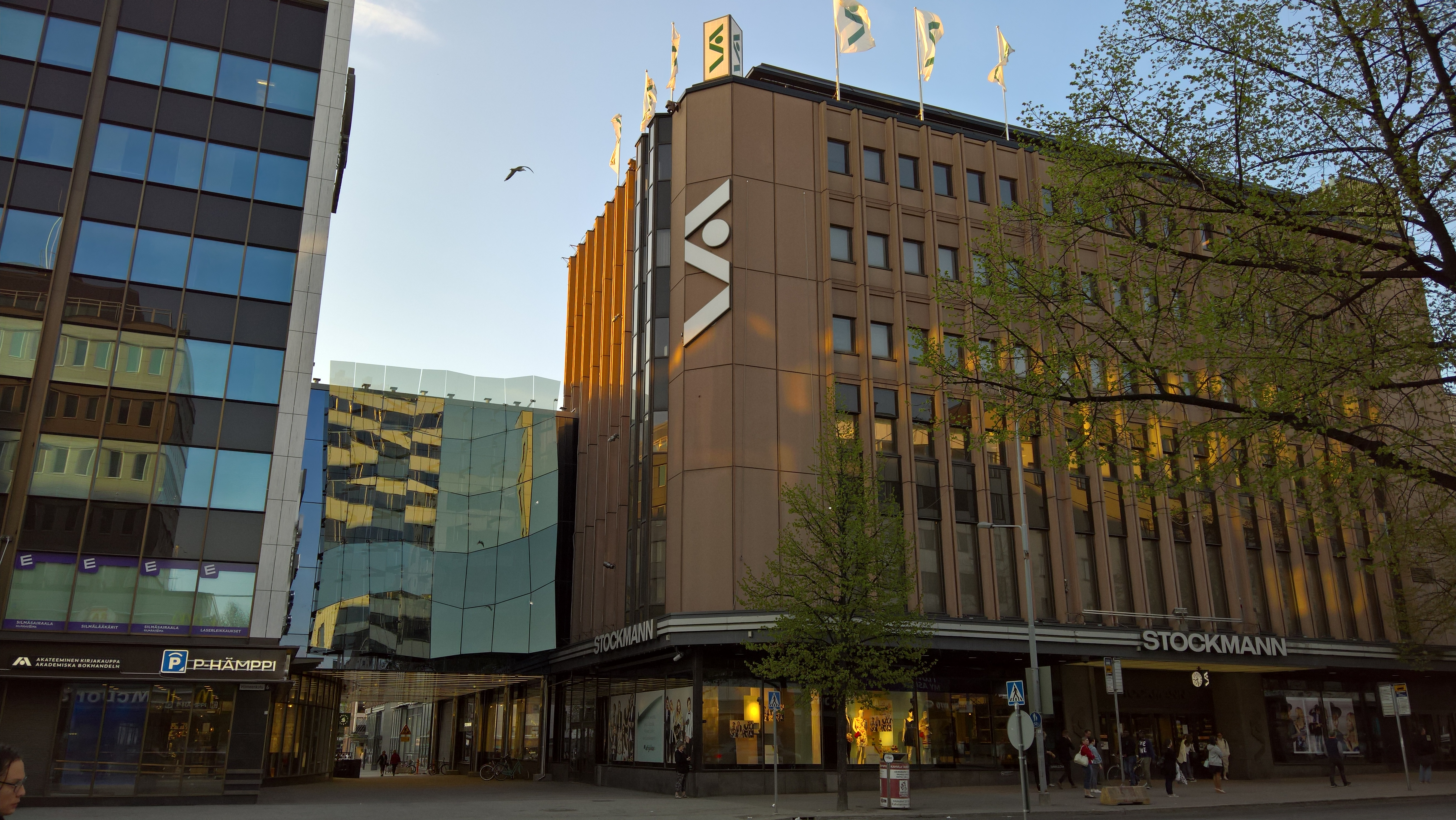
Grand magasin Stockmann de Tampere.
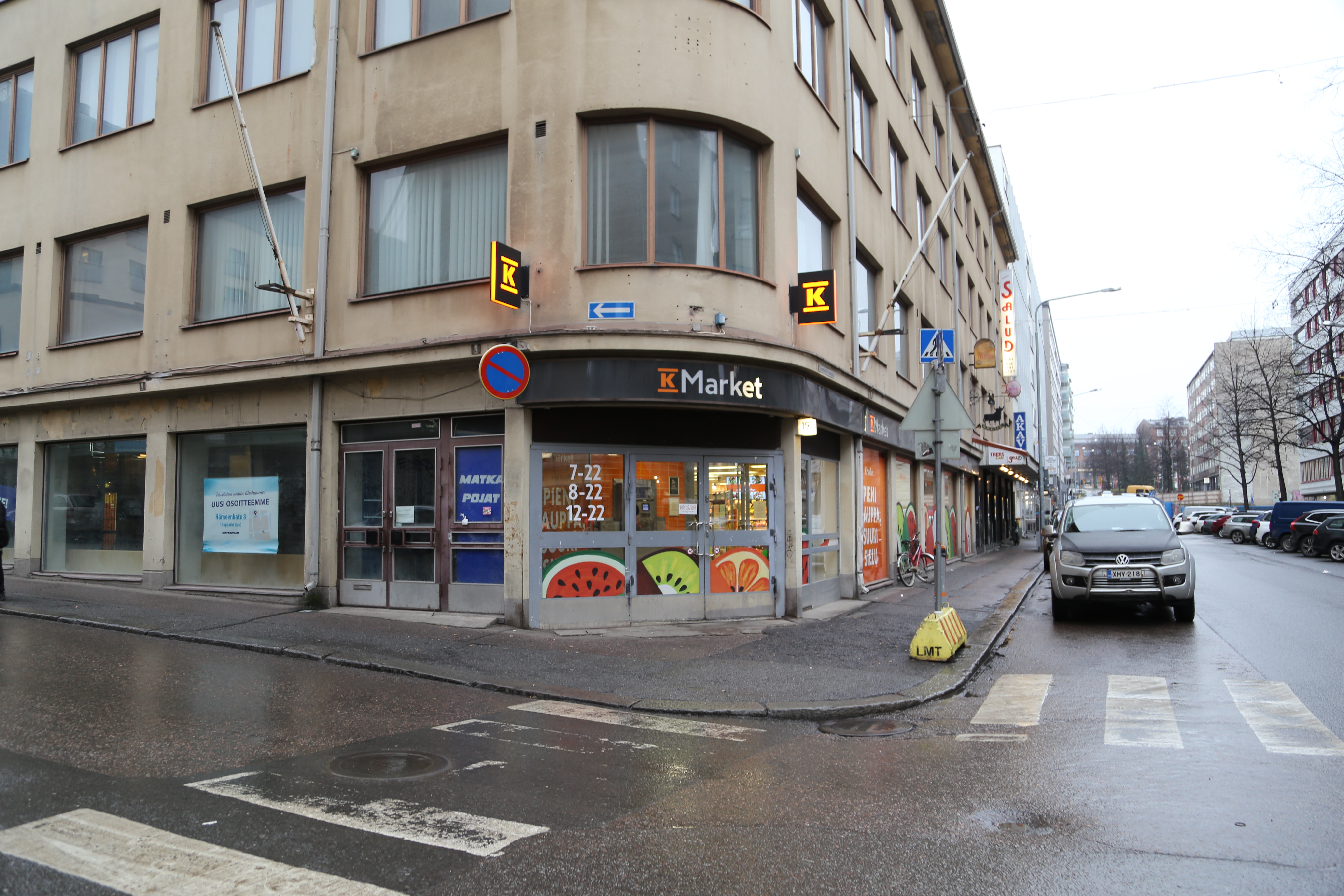
Tuomiokirkonkatu 19.
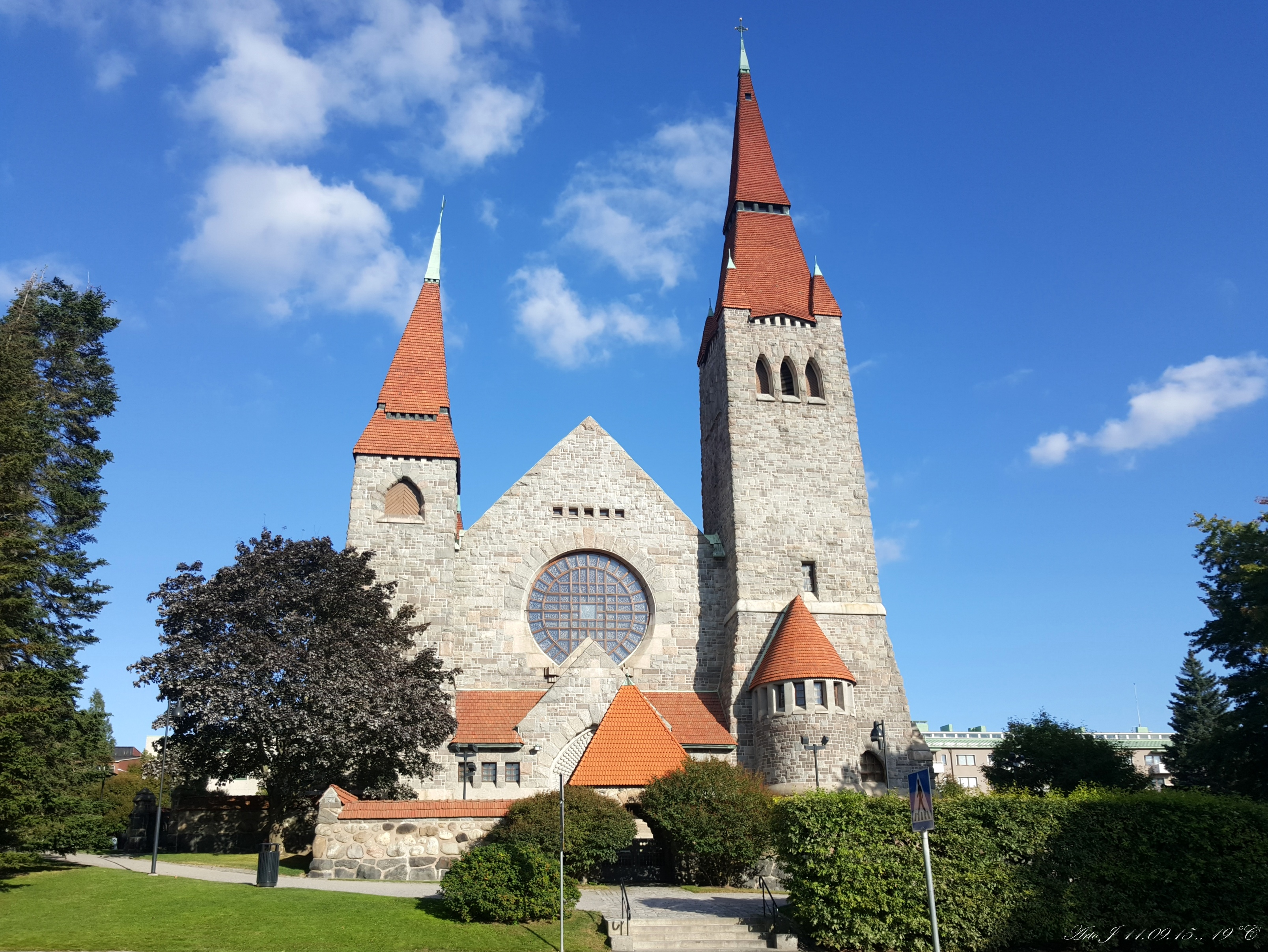
Cathédrale luthérienne.